# Вавельберг, Михаил Ипполитович
Михаил (Михаил-Сигизмунд (Михаэль) Ипполитович Вавельберг (1880—1947) — польский и русский банкир. Сын банкира Ипполита Вавельберга.
Получил классическое образование в Царскосельской Императорской Николаевской гимназии, которую закончил в 1899 году. В память об этом его отец пожертвовал в благотворительную кассу при гимназии значительную по тем временам сумму 500 рублей. 
В 1903 году Михаил Вавельберг окончил юридический факультет Санкт-Петербургского университета.
В 1908 году он получил свидетельство купца 1-й гильдии и возглавил семейный банкирский дом «Г. Вавельберг» (с 1912 года — Петербургский Торговый банк).  Семья Вавельбергов была одним из крупнейших держателей акций Международного коммерческого банка, а также владельцами акций ряда крупных промышленных компаний — в частности, владельцами акций Российского золотопромышленного общества.  
Под руководством М.И.Вавельберга семейный банкирский дом превратился в один из крупнейших банков в России. 
В 1910 году банк приобрел участок земли на углу Невского проспекта и Малой Морской улицы, на котором в 1912 году был построен доходный дом М. И. Вавельберга. В нём разместились жилые комнаты самого М.И.Вавельберга и его семьи, в нижних этажах кроме банка находилась фабрика геодезических и чертежных инструментов Густава Герлаха. Н. А. Синдаловский приводит легенду, что, принимая здание, Вавельберг, не найдя повода для недовольства, сделал все-таки одно замечание: «У вас на дверях табличка: "Толкать от себя". Это не мой принцип. Переделайте: "Тянуть к себе"». В 1908—1910 гг. в этом здании размещалась редакция журнала «Сатирикон», которую возглавлял А.Т.Аверченко.
Во время Первой мировой войны Петроградский Торговый банк в очень крупных размерах совершал сделки на «частной бирже», так как официальная Петроградская фондовая биржа была закрыта. В 1915 году деятельность банка была признана вредной и по решению Особенной канцелярии по кредитной части Министерства финансов он был лишен кредита в Государственном банке. Рассматривался даже вопрос о высылке М.И.Вавельберга из столицы.
Вавельберг занимал должности председателя правления Петроградского торгового банка, директора правления Донецко-Грушевского акционерного общества каменно-угольных и антрацитовых копей и директора акционерного общества гигиенических дешевых квартир для еврейского населения. Занимался благотворительностью. Входил в правление Общества ремесленного и земледельческого труда среди евреев в России. 
На 1917 год Вавельберг проживал в Царском Селе на Бульварной ул., дом 66. 
После Октябрьской революции банкир эмигрировал на родину в Польшу. В книге А.Серкова упоминается, что в 1928 году двое из членов польской масонской ложи А. Эрдман и М. И. Вавельберг, обратились к великому мастеру Великой Национальной Ложи Польши С. Стемповскому с просьбой об открытии русской ложи в Варшаве. В 1924—1926 гг. жил в Париже, был членом парижских масонских лож «Космос» и «Гермес».

#### Семья
- Жена (с 1911) — Ванда Маргарита Браунштайн (род. 1889). 
  - Дети: сын Генрих (1912–1945), дочь Мария Янина (род. 1916), в замуж. Берсон[7].

Младший брат М.И. Вавельберга  Вацлав был женат на сестре Ванды Браунштайн — Ирене (род. 1897)